# Big Cat Rescue
Big Cat Rescue Corp., aussi connu sous le nom de BCR, est un parc animalier à but non lucratif situé dans le Comté de Hillsborough, en Floride aux États-Unis. Auparavant, il était dénommé Wild Life on Easy Street, Inc.. Il se consacre au sauvetage et à l'hébergement de félins exotiques et à la rééducation de chats sauvages indigènes blessés ou orphelins.
Le parc animalier est ouvert au public et différents types de visites sont proposés, entre-autres : visites privées, nocturnes et alimentation des animaux. Toutefois, BCR est fermé au public depuis le 16 mars 2020 pour cause de pandémie de COVID-19 et Carole Baskin a, par la suite, annoncé qu'elle envisageait de ne plus rouvrir le parc au public.
En 2019, BCR hébergeait 51 animaux : 17 grands félins et 34 petits félins. 11 espèces étaient représentées, notamment : le lynx roux, le lynx du Canada, le caracal, le cougar, le lynx boréal, le jaguar, le léopard, le lion, l'ocelot, le serval et le tigre. En 2018, il comptait 66 animaux.
En 2014, Big Cat Rescue a reçu plus de 27 000 visiteurs. Il se présente comme « l'un des plus grands parcs animaliers pour félins exotiques agréés au monde » et comme « un militant majeur de la lutte contre la maltraitance des grands félins captifs et de la protection des chats sauvages contre l'extinction ». Il s'agit d'un organisme caritatif labellisé 501 (c)(3), agréé par la Fédération mondiale des parcs animaliers (Global Federation of Animal Sanctuaries (en)). Par ailleurs, il est membre de la Société mondiale de protection des animaux (World Animal Protection). Il a reçu à dix reprises consécutives la note de 4 étoiles de Charity Navigator.

## Histoire
En 1992, Don Lewis (en) et Carole Lewis (ie, Carole Baskin) ont acheté un lynx roux. L'année suivante, ils en ont acheté une douzaine de plus. En 1995, ils ont créé une organisation à but non lucratif sous le nom de Wildlife on Easy Street, Inc., en Floride. L'objet social de l'organisation était : l'achat, l'hébergement, l'alimentation, l'élevage et la socialisation d'animaux exotiques et indigènes, ainsi que l'éducation du public et sa sensibilisation à la cause des animaux sauvages. En 2003, Wildlife on Easy Street, Inc. fut dissout et refondu en une nouvelle organisation à but non lucratif Big Cat Rescue Corp., l'objet social étant de : prévenir la maltraitance des animaux par l'apport de soins et d'un hébergement permanent aux grands félins.
Le parc proposait une expérience en chambre d'hôtes : les convives pouvaient passer la nuit dans leur cabine en compagnie d'un jeune chat sauvage. D'après BCR, cet épisode de son histoire fut une tentative malencontreuse d'améliorer la protection et le bien-être des animaux élevés en captivité dans le privé. Depuis 2007, le parc est agréé par la Fédération mondiale des refuges parc animaliers (Global Federation of Animal Sanctuaries).
En septembre 2000, Wildlife on Easy Street a demandé à l'Association des zoos et aquariums son homologation en tant qu'établissement connexe agréé. L'agrément lui a été refusé en mars 2001, et ce, pour diverses raisons. Il existait, notamment, des inquiétudes concernant le nombre de contacts des visiteurs avec les félins, le manque de personnel zoologique qualifié, l'insuffisance de programmes vétérinaires officiels et l'inachèvement de la clôture périmétrique. BCR a mis fin à la pratique des contacts physiques entre le public et les félins hébergés en 2003.
En 2013, à la suite d'un procès en 2011, Joseph Maldonado-Passage, alias « Joe Exotic », dont la famille dirige le Greater Wynnewood Exotic Animal Park (en), a été condamné à verser 1 million de dollars à Big Cat Rescue. Il était reproché à Joe Exotic l’usage d'une marque commerciale similaire pouvant prêter à confusion. Joe Exotic a tenté d'embaucher un tueur à gages pour tuer Carole Baskin, directrice générale de Big Cat Rescue, qui avait remporté un procès contre lui en 2013. Maldonado-Passage a depuis été arrêté et condamné pour l'embauche d'un tueur à gages, huit violations de la loi Lacey (Lacey Act) et neuf de la loi sur les espèces en voie de disparition.
En octobre 2014 et faisant suite à une plainte, la Florida Fish and Wildlife Conservation Commission (en) a inspecté les installations de Big Cat Rescue. La Commission lui a délivré un avertissement pour la détention d'un léopard dans un enclos extérieur dépourvu de toit, de fossé et d'un périmètre supérieur à 1 000 pieds (environ 304 mètres). La Commission notait également que BCR n'avait pas, au préalable, obtenu son autorisation écrite pour cet enclos.
En mars 2019, Big Cat Rescue a ouvert le premier zoo en réalité augmentée au monde ; les expériences s'y font toutes en réalité virtuelle et en réalité augmentée.

## Protection
L'un des principaux objectifs de Big Cat Rescue est d'éradiquer totalement le commerce et la détention de félins exotiques dans le secteur privé. Big Cat Rescue affirme que les systèmes de permis ne sont pas à-même de garantir le bien-être des animaux. Il fait campagne pour l'interdiction totale de la possession privée de grands félins, quelles que soient leurs conditions d'élevage. Le centre est membre de l'International Tiger Coalition (en), qui se consacre à l'arrêt du commerce des tigres.
En 2005, Big Cat Rescue a publié un plan d'action pour mettre fin à tout élevage en captivité de félins exotiques, y compris les animaux élevés pour leur préservation dans les zoos agréé par l'AZA (Association of Zoos and Aquariums). Selon ce plan, Big Cat Rescue voulait que le transport interétatique de grands félins, quel qu'en soit le but (y compris les programmes d'élevage pour la préservation des espèces), cesse d'ici à 2012. Le plan prônait également l'interdiction de montrer des grands félins exotiques dans les zoos d'ici à 2013 et l'interdiction de détenir tout félin exotique dans les zoos (espèces de petite taille comprises), d'ici à 2015.
En 2015, Big Cat Rescue a commencé à faire campagne pour l'adoption d'un projet de loi au Congrès des États-Unis appelé The Big Cat Public Safety Act (HR 3546) qui interdirait toute future possession d'une quelconque espèce de grands félins aux États-Unis. Étaient exemptés de cette interdiction : les zoos agréés par l'Association des zoos et aquariums, certains refuges, universités, rééducateurs de la faune et cirques itinérants. En 2019, le Big Cat Public Safety Act a été révisé, d'une part, pour mettre fin à la vente des bébés tigres, principale cause de maltraitance et, d'autre part, pour éliminer progressivement l'élevage privé de grands félins. Toutefois, l'élevage resterait autorisé pour les titulaires de permis du Département de l'agriculture des États-Unis (USDA). En janvier 2020, le projet de loi HR1380 avait recueilli 227 parrainages à la Chambre des représentants. Le projet de loi d'accompagnement, S2561, comptait, quant à lui, 17 parrainages au Sénat.

## Sauvetage de Skip
En janvier 2011, le centre s'est fait remarquer pour son sauvetage de « Skip », un lynx roux, qui avait probablement été heurté par une voiture sur la Florida State Road 46 et avait le bassin écrasé. Les fans de Skip, qui avaient suivi sa guérison sur Ustream, se sont organisés sur Facebook, se faisant appeler « Skipaholics ». Ces fans ont versé des fonds pour l'achat d'appareils photo, de lits pour chats et autres équipements. Skip est décédé en septembre 2012,.

## Documentaire
En 2020, la série documentaire originale de Netflix, "Au Royaume de Fauves" ("Tiger King: Murder, Mayhem and Madness", littéralement : Le Roi Tigre : Meurtre, Chao et Folie) évoque Joe Exotic, éleveur de grands félins (condamné pour l'embauche d'un tueur à gage contre Carole Baskin). Big Cat Rescue et Carole Baskin apparaissent dans tous les épisodes de la série, à exception du dernier,.